# Lironoba
Lironoba là một chi ốc biển đơn loài cỡ nhỏ, là động vật thân mềm chân bụng sống ở biển trong họ  Lironobidae.

## Các loài
Chi Lironoba có 9 loài:
- Lironoba anomala Powell, 1940
- Lironoba australis (Tenison Woods, 1877)
- Lironoba elegans E. C. Smith, 1962
- Lironoba imbrex (Hedley, 1908)
- Lironoba matai Dell, 1952
- Lironoba rara (Thiele, 1925)
- Lironoba sulcata Cotton, 1944
- Lironoba suteri (Hedley, 1904)
- Lironoba unilirata (Tenison Woods, 1878)

Đồng nghĩa
- †Lironoba charassa Finlay, 1924: syn. † Attenuata charassa (Finlay, 1924)
- Lironoba hebes Laseron, 1950: syn. Onoba hebes (Laseron, 1950) (Basionym)
- †Lironoba polyvincta Finlay, 1924: syn. † Attenuata polyvincta (Finlay, 1924)